# Liechtensteinische Rechtsanwaltskammer
Die Rechtsanwaltskammer (LIRAK) in Liechtenstein ist die weitgehend unabhängige eigenverantwortliche Standesvertretung der niedergelassenen und in die Rechtsanwaltsliste eingetragenen Rechtsanwälte, Rechtsagenten und Rechtsanwaltsanwärter (Konzipienten) sowie den in die Liste eingetragenen niedergelassenen europäischen Rechtsanwälten. (Art 91 ff RAG). Ihren Sitz hat die Rechtsanwaltskammer in Schaan.
Die Gesamtzahl der eingetragenen Rechtsanwälte in Liechtenstein beträgt 189 im Jahr 2011 (2010:181).

## Aufgaben
Die Aufgabengebiete der Rechtsanwaltskammer in Liechtenstein reichen von der Vertretung der Rechtsanwälte und deren Überwachung wie auch die Förderung der wirtschaftlichen Interessen ihrer Mitglieder sowie die Begutachtung von Gesetzen und das Erstellen von Gutachten. Im Unterschied zu den österreichischen Rechtsanwaltskammern gehört zur Aufgabe der liechtensteinischen Rechtsanwaltskammer nicht die Überwachung der Einhaltung der Berufspflichten im Wege der selbst ausgeübten Disziplinargerichtsbarkeit. Im Gegensatz zu Österreich wird auch die Prüfungskommission für Rechtsanwälte von der liechtensteinischen Regierung auf jeweils vier Jahre bestellt und nicht von der Rechtsanwaltskammer selbst.
Die Hauptaufgabe der Rechtsanwaltskammer in Liechtenstein ist es die Ehre und Würde des Rechtsanwaltsstandes aufrechtzuerhalten (Art 92 RAG). Diese Hauptaufgabe beruht auf der Autonomie der Rechtsanwaltskammern (Selbstverwaltungskörper) und sichert wiederum die Unabhängigkeit der einzelnen Rechtsanwälte als auch des ganzen Rechtsanwaltstandes.
Die Hauptaufgabe zur Sicherung der Ehre und des Ansehens des Standes wird unter anderem auch durch die Disziplinargerichtsbarkeit des Obergerichts ausgeübt.
Weitere wesentliche Aufgaben sind:
- Einberufung der Vollversammlung;
- Bestellung der Verfahrenshelfer im Rahmen der Prozesskostenhilfe;
- Vorschreibung und Hereinbringung der Kammerumlage;
- Bearbeitung und Prüfung der Anträge auf Zulassung zur Rechtsanwaltsprüfung und Einhebung der Prüfungsgebühren (ab 1. Januar 2014)
- Erstellung von Gutachten in Honorarfragen und anderes mehr.

Über die Rechtmässigkeit der Verwaltungsführung der Rechtsanwaltskammer besteht ein Aufsichtsrecht der Regierung (Art 91 Abs. 2 RAG iVm Art 78 Abs 4 LV).

## Organisation der Kammern
Die Rechtsanwaltskammer wird durch die in der Liste eingetragenen Rechtsanwälte gebildet. Die Tätigkeit der Rechtsanwaltskammer wird durch
- die Plenarversammlung (Vollversammlung)
- den Vorstand
- den Präsidenten
- die Kontrollstelle

ausgeübt.

### Selbstverwaltung und Zwangsmitgliedschaft

#### Selbstverwaltung der Kammern
Ein wesentliches Kennzeichen der liechtensteinischen Rechtsanwaltskammer ist die Selbstverwaltung sowie die begrenzt übertragenen hoheitlichen Befugnissen. Die Selbstverwaltung der Rechtsanwaltskammern in Liechtenstein beruht wesentlich auf:
- der Rechtspersönlichkeit der Kammern als Körperschaften öffentlichen Rechts (Art 91 Abs. 2 RAG);
- der Pflichtmitgliedschaft;
- der demokratischen Struktur innerhalb der Kammer (z. B. Wahlen);
- der Richtlinienkompetenz.

Da im Gegensatz zu den österreichischen Rechtsanwaltskammern in Liechtenstein die direkte Disziplinargerichtsbarkeit und Disziplinargewalt gegenüber den eigenen Mitgliedern fehlt, ist die Selbstverwaltung nicht so stark ausgeprägt.

#### Zwangsmitgliedschaft
Die Mitgliedschaft in der Rechtsanwaltskammer besteht für die eingetragenen Rechtsanwälte (RA) und die Rechtsanwaltsanwärter (RAA) sowie in die Liste eingetragenen niedergelassene europäische Rechtsanwälte. Damit verbunden ist auch die Verpflichtung zur Bezahlung von Beiträgen (Kammerumlage).

### Plenarversammlung
Die Aufgaben der Plenarversammlung der Rechtsanwälte sind in Art 41 RAG geregelt. Diese sind zum Beispiel:
- die Wahl des Präsidenten, des Vizepräsidenten und der weiteren Mitglieder des Vorstandes;
- die Wahl einer Kontrollstelle;
- die Festsetzung der Geschäftsordnung der Rechtsanwaltskammer;
- die Festsetzung der Jahresbeiträge der Kammermitglieder zur Bestreitung der Verwaltungskosten;
- die Genehmigung des Voranschlags der Einnahmen und Ausgaben;
- die Genehmigung der Jahresrechnung;
- der Erlass von Standesrichtlinien;
- der Erlass von Honorarrichtlinien;
- der Erlass von Ausbildungsrichtlinien.

Die Beschlussfassung erfolgt grundsätzlich mit einfacher Mehrheit (Art 93 Abs. 3 RAG).

### Vorstand
Oberstes Entscheidungsgremium und Verwaltungsorgan der Rechtsanwaltskammer ist der Vorstand, der durch die Plenarversammlung der Rechtsanwälte in geheimer Wahl mit absoluter Stimmenmehrheit gewählt wird. Der Vorstand der Rechtsanwaltskammer wird durch ein Sekretariat unterstützt.
Dem Ausschuss steht ein Präsident sowie ein Vizepräsident vor. Die Mitglieder des Vorstandes können ausschliesslich aus dem Kreis der eingetragenen Rechtsanwälte gewählt werden (keine Konzipienten). Die Funktionsperiode beträgt jeweils drei Jahre.
Die Aufgaben des Vorstandes der Rechtsanwaltskammer ist in Art 94 RAG demonstrativ aufgezählt.
Präsident der Rechtsanwaltskammer ist seit 2014 Stefan Ritter, er löste Mario Frick ab, der von 2005 bis 2014 die Rechtsanwaltskammer präsidierte.

### Disziplinargewalt
Die Disziplinargewalt über die Rechtsanwälte ist in Liechtenstein dem Obergericht übertragen (Art 85, 108 Abs. 5 RAG).
Als direkte Disziplinarstrafen stehen zur Verfügung (Art 48 RAG):
- schriftlicher Verweis;
- Geldbusse bis CHF 50'000,-;
- Untersagung der Ausübung der Rechtsanwaltschaft bis zu einem Jahr Dauer;
- Streichung von der Rechtsanwaltsliste.

Als indirekte Disziplinarstrafen steht das Verbot der Beschäftigung von Konzipienten zur Verfügung (Art 48 Abs. 4 RAG).
Als einstweilige Massnahme kann unter Umständen nach Art 57 RAG auch
- die Überwachung der Kanzleiführung oder
- die Entziehung des Vertretungsrechts vor bestimmten Gerichten oder Verwaltungsbehörden
- ein Verbot der Beschäftigung von Konzipienten,
- die vorläufige Untersagung der Ausübung der Rechtsanwaltschaft

angeordnet werden.

### Kontrollstelle
Die Rechnungsprüfer werden aus dem Kreis der eingetragenen Rechtsanwälte von der Plenarversammlung gewählt.

## Änderung der Aufgaben und Stärkung der LIRAK
Gemäß dem Vernehmlassungsbericht der Regierung vom 16. Oktober 2012 (RA 2012/2060-1752) betreffend der Totalrevision des Gesetzes über die Rechtsanwälte (RAG) und die Änderung der Zivilprozessordnung (ZPO) sollen verschiedene Anpassungen stattfinden, welche in Summe eine deutliche Stärkung der LIRAK als Körperschaft öffentlichen Rechts zu Lasten der Liechtensteinischen Finanzmarktaufsicht (FMA) zur Folge haben. Geplant ist unter anderem die Anpassungen der wesentlichen Regelungsbereiche des RAG und der ZPO durch:
- Konkretisierung der Anforderungen an Ausbildungserfordernisse für Rechtsanwälte,
- Anpassung der nachzuweisenden Dauer der praktischen Tätigkeit, welche für die Zulassung als Rechtsanwalt und zur Rechtsanwaltsprüfung absolviert werden muss (Anpassung, weitgehend an die Regelungen im Rechtsanwaltsgesetz in Österreich),
- Zuständigkeitsregelungen für Bewilligungserteilungen etc. (Kompetenzverschiebung von der FMA zur LIRAK),
- Disziplinarrecht über Rechtsanwälte (vor allem im Bereich der Verfahrensregelungen),
- Verfahrenshilfebestimmungen (neu in einem eigenen Kapitel),
- Gesetzliche Regelung für Rechtsanwälte im Anstellungsverhältnis,
- Anpassungen bei den Verfahrensbestimmungen (neues Kapitel in Bezug auf die Rechtsmittel, insbesondere auch aufgrund der Kompetenzverschiebung von der FMA zur LIRAK),
- Anpassungen der Zusammenarbeit mit in- und ausländischen Behörden,
- Schaffung einer Gebührenordnung der LIRAK.

Der erste Schritt zur Stärkung der LIRAK wurde durch die Gesetzesänderungen zum 1. Januar 2014 durchgeführt (z. B. durch das neue Rechtsanwaltsgesetz u. a. m.).